# Live at Donte's 1968
Albums de Art Pepper
Intensity Living Legend
(1975)
Live At Donte's 1968 est un album d'Art Pepper. L'album est également disponible sous le titre Live At Donte's - Vol. 1.

## L'album
Cet album contient pour la première fois sur 2 CD l'intégralité du concert que le Art Pepper Quintet fit le 24 septembre 1968. Il eut lieu au Donte's, un club situé sur Lankershim Blvd à North Hollywood, Californie. Il s'agit du seul enregistrement disponible d'Art Pepper entre juin 1964 et le 14 février 1975.
Le 25 octobre 1960, Art Pepper est arrêté pour possession d'héroïne. Jugé le 8 mars 1961, il est condamné à de deux à vingt ans d'incarcération. La dureté de la peine est due au fait que c'était déjà la troisième fois qu'il était condamné (la première fois en 1953). Il est envoyé à la prison de San Quentin.
Après plus de trois ans à San Quentin, il est envoyé à la California Institution for Men, et est finalement définitivement libéré le 22 mars 1964. Shelly Manne fut d'une grande aide pour lui, témoignant pour libérer Art et promettant du travail à sa sortie.
Art forme alors un quatuor avec Hersh Hamel, Frank Strazzeri et Bill Goodwin (que l'on peut entendre sur Complete TV Studio Recordings). Le quatuor joue alors au Shelly's Manne Hole, au Gold Nugget à Oakland puis au Jazz Workshop de San Francisco.
Malgré le succès public de ses performances, certains (dont Shelly Manne) reprochent à Art la perte de son style due à l'influence de John Coltrane.
Art enregistre peu à cette période hormis avec Marty Paich. Il replonge alors dans la drogue, est arrêté et renvoyé à San Quentin début 1965 et en sort en juin 1966. Lorsqu'il sort de prison, il se sépare de sa seconde femme (Diane).
Il rejoue au Shelly's Manne Hole avec Roger Kellaway, Hersh Hamel et John Guerin puis à nouveau Frank Strazzeri et Bill Goodwin.
En 1967, les temps sont assez durs pour Art qui a du mal à trouver du travail à cause à la domination du rock 'n' roll dans la région. Il s'achète alors un ténor.
Grâce à ce changement d'instrument, il trouve des engagements réguliers. La ressemblance de son jeu avec celui de John Coltrane devient alors plus flagrante et les reproches qui lui sont faits à ce sujet le dépriment. Il retombe à nouveau dans la drogue (alcool et acides faisant également partie de ses habitudes).
À la fin juin 1968, il rejoint le groupe de Buddy Rich à la suite du départ d'Ernie Watts. On lui prête alors un alto. Lors de la tournée, il se reprend de passion pour cet instrument. Le groupe joue alors à Las Vegas pendant deux semaines. Art se rend régulièrement au Silver Slipper pour voir jouer le sextuor de Carl Fontana avec Joe Romano, Frank Strazzeri, Paul Warburton et Chiz Harris.
Alors que Buddy Rich joue à San Francisco au Basin Street West, Art est victime d'une rupture de la rate.
Il est opéré et doit rester trois mois à l'hôpital. Grâce à un concert de bienfaisance organisé par Willie Bobo et son groupe, Art peut payer les frais. À sa sortie, il est contacté par Buddy Rich et part pour New York pour jouer avec son groupe. On lui a diagnostiqué une hernie et il doit porter un corset. Cela l'empêche d'être le lead alto qui est tenu par Joe Romano.
C'est au retour de New York que ce concert est enregistré à San Francisco par George Jerman.
Le titre Blues Rock est incomplet du fait de l'interruption de la bande magnétique sur laquelle était enregistré le concert.

## Titres
- FSCD-1039/1 FSCD-1039/2
  - CD1
    - 01. Groupin' 21:46
    - 02. Art Pepper Introduces The Musicians 1:20
    - 03. Lover Come Back To Me 22:07
    - 04. Everything Happens To Me 13:39

- - CD2
    - 05. Cherokee 19:40
    - 06. Stompin' at the Savoy 21:08
    - 07. Blues Rock (Incomplete) 10:19

- FSR-CD 8
  - 01. Groupin' 21:45
  - 02. Art Pepper Introduces The Members Of His Quintet 01:24
  - 02. Lover Come Back To Me 22:10

## Personnel
- Art Pepper (as), Joe Romano (ts), Frank Strazzeri (p), Chuck Berghofer (b), Nick Ceroll (d).

## Dates et lieux
- Donte's, North Hollywood,  Californie, 24 septembre 1968

## CD références
- 1995, Fresh Sound Records - FSCD-1039/1 FSCD-1039/2
- 1989, Fresh Sound Records - FSR-CD 8